# Kepler-7
Kepler-7 — звезда в созвездии Лиры. Вокруг звезды обращается, как минимум, одна планета.

## Характеристики
Звезда получила своё наименование в честь космического телескопа Кеплер, открывшего у неё планетарный компаньон. Kepler-7 превосходит по размерам и массе Солнце в 1,843 и 1,347 раз соответственно. При этом она ярче Солнца более, чем в 4 раза. Возраст звезды оценивается в 3—4 миллиарда лет.

## Планетная система
В 2010 году группой астрономов, работающих в рамках программы Kepler, было объявлено об открытии планеты Kepler-7 b в данной системе. Её масса составляет около 0,433 масс Юпитера, однако её радиус больше юпитерианского в 1,478 раза. Планета относится к классу горячих юпитеров — она обращается на расстоянии 0,06 а. е. от родительской звезды, совершая полный оборот за 4,88 суток.